# MORNING STEPS FRIDAY
MORNING STEPS FRIDAY（モーニング・ステップス・フライデー）は毎週金曜日の6:00 - 9:00に放送されていた、ニュース・スポーツ・経済情報を中心としたFMヨコハマの朝のラジオ番組。

## 概要
矢口清治、雲野右子がパーソナリティーのTHE MORNINGの後番組としてスタートした『MORNING STEPS』の金曜版として2001年に放送開始。
放送開始当初は午前6時からの3時間の放送だったが、5年後の2006年4月より1時間拡大し早朝5時からの放送となる。2012年4月より、放送開始時刻が午前6時に繰り下がり、かつての放送時間であった3時間枠に復された。
月〜木の『MORNING STEPS』と違い、パーソナリティが幾度か入れ替わっている。また、政治ジャーナリストである角谷浩一がメインパーソナリティ就任後はニュース解説や、角谷の趣味の一つである映画にまつわるコーナーが設けられるなどで色の違いを見せた。
2017年3月31日で16年間の放送の終了を発表。
後番組は小林大河がDJのBrand New! Fridayが、2017年4月より同時間帯で放送開始。

## メインパーソナリティ
- 落合隼亮（2016年4月 - ）
- アシスタント：北村浩子・鳥越雅子

隔週交代・ともにFMヨコハマアナウンサー
その他
- 大野智（嵐）

### 過去のパーソナリティ
- 仁井聡子（2001年4月 - 2001年12月）
- 小田靜枝（2002年1月 - 2002年3月）
- 武村貴世子（2002年4月 - 2004年3月）
- 角谷浩一（2004年4月 - 2016年3月）

## 放送時間
- 2001年4月 - 2006年3月、2012年4月 - 2017年3月 
  - 6:00 - 9:00
- 2006年4月 - 2012年3月
  - 5:00 - 9:00